# Liste der Monuments historiques in Vouécourt
Die Liste der Monuments historiques in Vouécourt führt die Monuments historiques in der französischen Gemeinde Vouécourt auf.

## Liste der Objekte
| Bezeichnung               | Beschreibung                                             | Standort                        | Kennzeichnung | Schutzstatus | Datum | Bild |
| ------------------------- | -------------------------------------------------------- | ------------------------------- | ------------- | ------------ | ----- | ---- |
| Skulptur Heiliger Vinzenz | Kalkstein, farbig gefasst und vergoldet, bezeichnet 1656 | in der Kirche St-Hilaire (Lage) | PM52001663    | Inscrit      | 1984  |      |
| Paxtafel                  | Bronze, vergoldet, 18. Jahrhundert                       | in der Kirche St-Hilaire (Lage) | PM52001306    | Classé       | 1983  |      |